# Pueri cantores
I pueri cantores sono cori di voci bianche che tradizionalmente accompagnano con il canto la liturgia nella Chiesa cattolica.

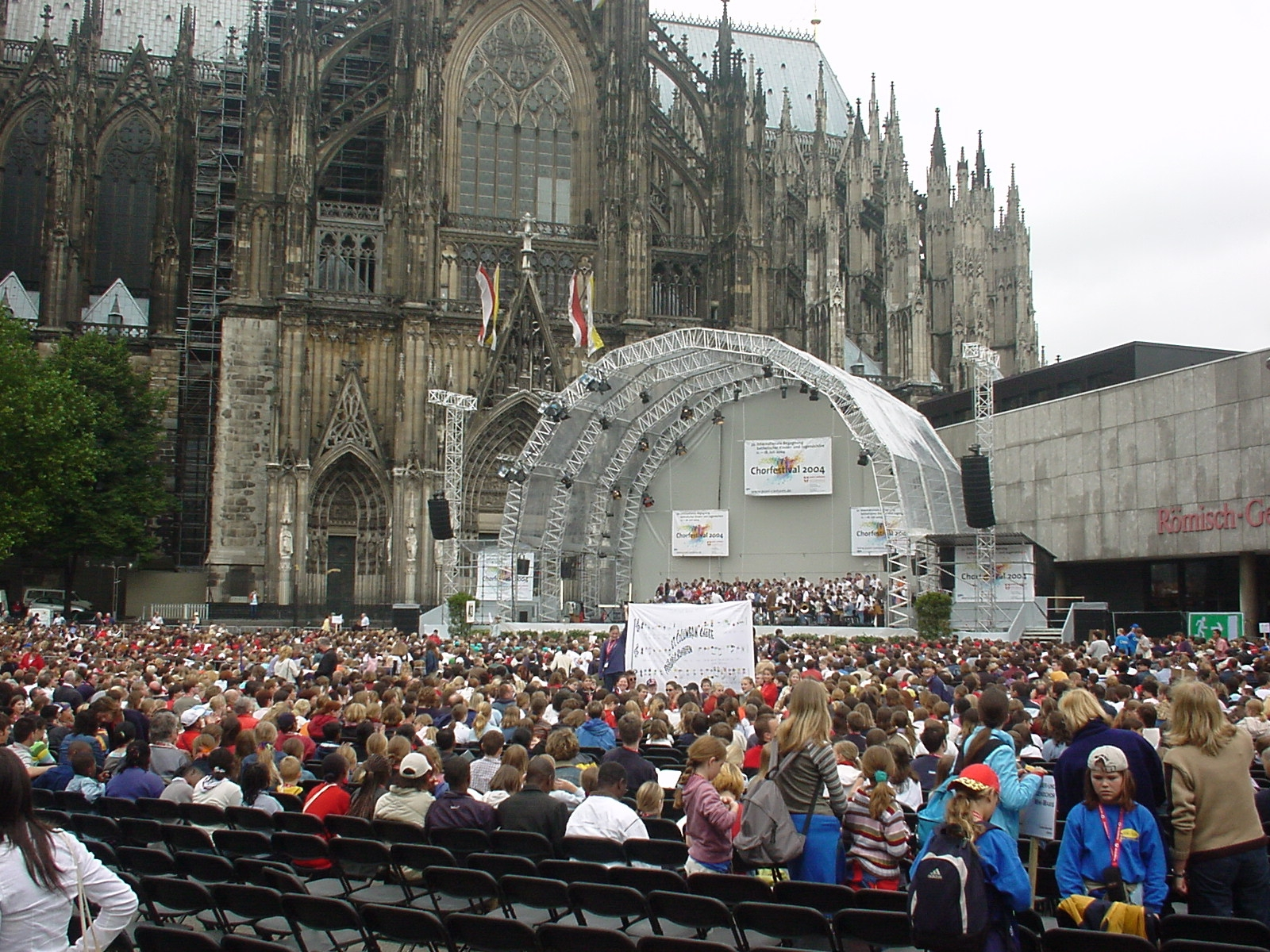
Pueri Cantores Festival 2004

L'istituzione di una "Schola Puerorum" nelle basiliche di San Pietro in Vaticano e di San Giovanni in Laterano risale al papa san Gregorio Magno, nel VI secolo e successivamente l'uso si diffuse presso tutte le chiese di una certa importanza.
Nel XVI secolo i cori furono spesso costituiti da cantanti adulti, castrati in tenera età affinché conservassero una voce acuta, senza la mutazione derivante dalla pubertà. L'uso fu ufficialmente proibito dalla Chiesa solo nel 1903.
Nel 1907 presso alcuni gruppi scout francesi sorse l'associazione dei "Petits Chanteurs à la Croix de Bois" ("Piccoli cantori dalla croce di legno"), diretti da monsignor Maillet. Su questo esempio sorsero diversi altri gruppi di pueri cantores, con cori di fanciulli, che nel 1944 si riunirono nella  "Foederatio internationalis pueri cantores" ("Federazione internazionale dei pueri cantores").